# Museo di arte sacra (Misterbianco)
Il Museo di arte sacra di Misterbianco è stato istituito nel 2010 per raccogliere le principali testimonianze artistico-religiose prodotte nel territorio su cui insiste la città, a partire dal primo nucleo urbano, costituito intorno al Monasterio albo dedicato alla Madonna delle Grazie e il sito archeologico nella contrada oggi nota come Campanarazzu. 
L'ambiente museale è ricavato nella cripta della chiesa madre e vi si accede dalla stradina che la costeggia sul suo lato orientale ed è gestito dalla fondazione Monasterium Album. Si conservano, tra gli altri, reliquiari con le reliquie di San Vito e quelle di Sant'Antonio abate.

## Storia

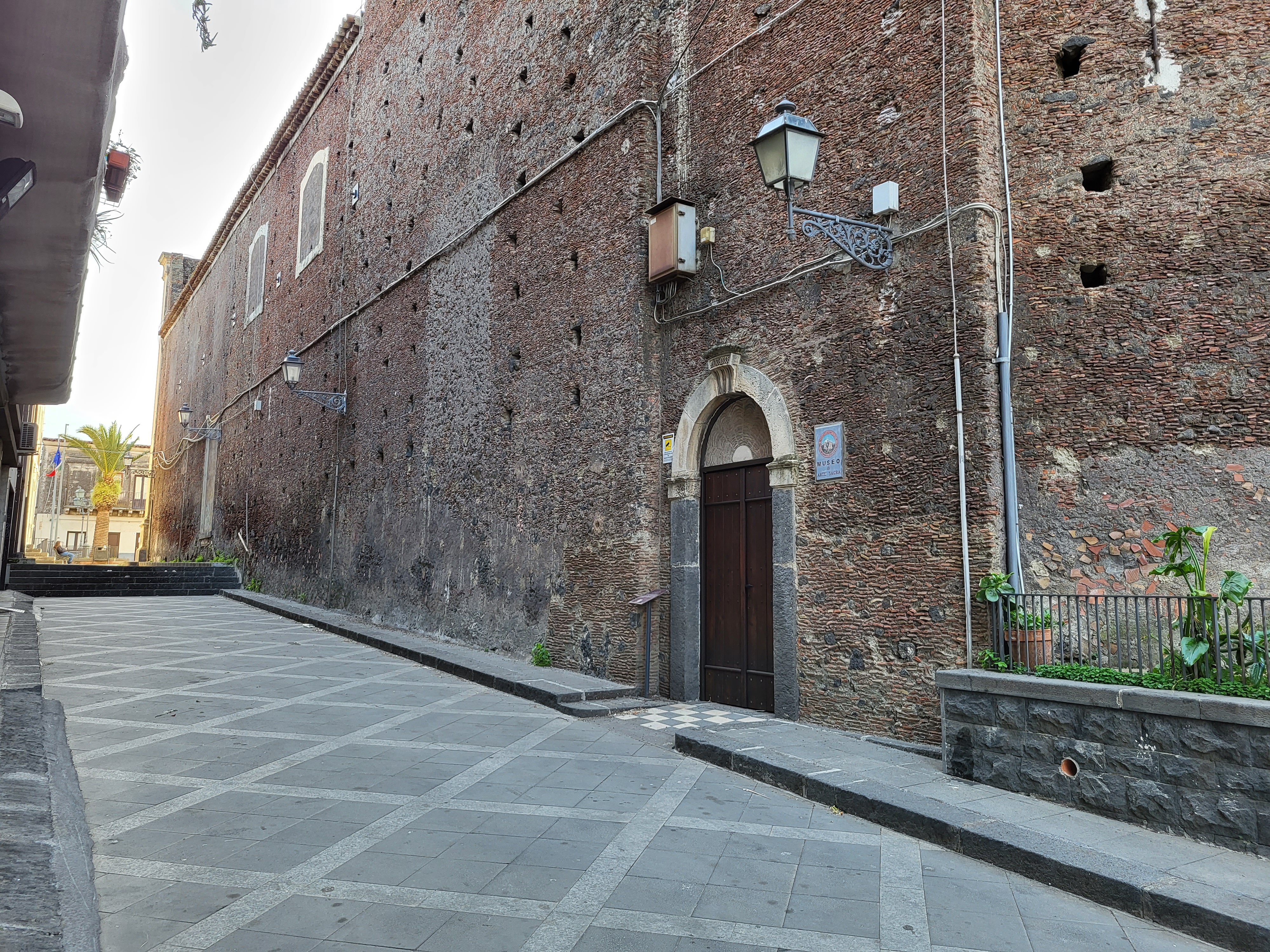
L'ingresso del museo di arte sacra, ubicato in uno dei muri perimetrali della Chiesa della Madonna delle grazie.

Il 4 luglio del 2001, presso la parrocchia di Santa Maria delle Grazie di Misterbianco, si costituì un comitato promotore interparrocchiale per la costituzione della Fondazione culturale Monasterium Album nel cui statuto venne immediatamente previsto tra gli scopi l'istituzione "e la gestione di un museo, di una biblioteca e degli archivi storici parrocchiali". Ne facevano parte le parrocchie di "Santa Maria delle Grazie", "San Nicolò" e "Sant'Angela Merici".
Nel 2010, grazie ad un finanziamento stanziato dagli ex presidenti della Provincia Regionale di Catania Nello Musumeci e Raffaele Lombardo, il museo venne realizzato di comune accordo con il parroco protempore della chiesa madre nonché membro del comitato promotore, Giovanni Condorelli, il quale concesse gli ambienti della cripta del tempio. Il 25 giugno 2012, con la costituzione della fondazione Monasterium Album, la gestione del museo passò a detta fondazione.
Nel 2016 il consiglio comunale di Misterbianco ha approvato il progetto "Museo a porte aperte", per tenerlo aperto grazie all'ausilio di giovani guide del luogo.

## Descrizione

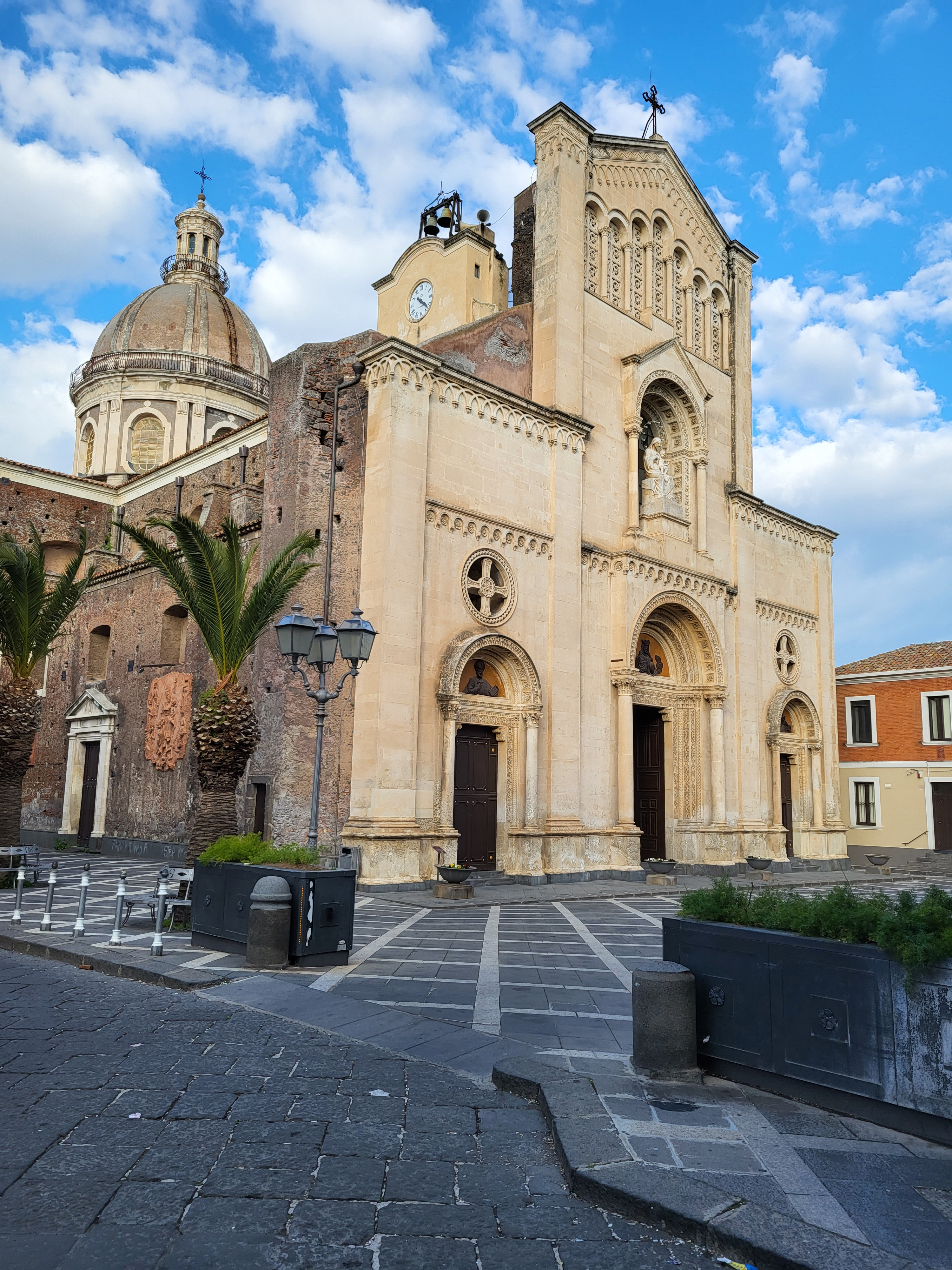
La chiesa della Madonna delle Grazie.

Il museo conta cinque sale espositive dislocate lungo un percorso ricavato al di sotto della chiesa madre cittadina. La differenza di quota tra l'ingresso alla chiesa e l'accesso al museo venne creata nella metà del XIX secolo, quando si livellò buona parte delle strade italiane per la libera circolazione delle carrozze, così che oggi l'antica cripta si trova al livello stradale.
L'ingresso è stato ricavato lungo le pareti di rinforzo della cripta, che fa da fondamenta per la chiesa sovrastante, e venne decorato da un portale di recupero databile al XIX secolo. La breccia creata immetteva immediatamente all'ossario, adattato ad ambiente espositivo. La sala si presenta chiusa da una volta a botte e terminante con un'abside. A sud si accede alla seconda sala, già cappella mortuaria, situata esattamente al di sotto della cupola iniziata nel 1835. Questa è comunicante a sud con la chiesa attraverso la scaletta centrale, un tempo chiusa da una botola e oggi coperta da una vetrata protettiva, mentre a nord si aprono, ai lati della cappella, due accessi per la terza sala, costituita dall'antico colatoio disposto lungo una curva che segue perfettamente l'andamento del coro della sovrastante abside centrale. A metà tra queste due sale si accede ad un quarto ambiente, scoperto casualmente durante i lavori di ristrutturazione: si intuì l'esistenza di un ambiente speculare all'ossario, il quale, prima che ne venisse murato l'ingresso dalla chiesa, aveva un accesso indipendente ed era destinato alla sepoltura dei soli canonici. La breccia per accedervi ha alterato la curvatura dell'abside originale, ma ne ha consentito l'adattamento ad ambiente espositivo. Chiude quindi la quinta sala, interamente moderna poiché ricavata dallo svuotamento delle fondamenta di un piccolo ambiente addossato alla chiesa madre sul suo angolo nordoccidentale. Divisa in campate da massicci archi in cemento, qui sono ricavati i servizi.

## Collezioni
L'allestimento del museo segue un principio in parte cronologico e in parte tematico, sfruttando gli ambienti ricavati dallo svuotamento della cripta per l'esposizione dei reperti, tra i quali reliquiari e ostensori in argento di scuola messinese e acese  del XVI e XVII secolo.

### Prima sala
Il passaggio da Monasterio albo a Misterbianco viene espresso da questo primo ambiente, dove sono esposti i marmi recuperati dall'antica chiesa madre sita oggi a Campanarazzu, nonché la trave lignea del 1810 che ne resse la campana fino alla metà degli anni 1990. Tra i reperti principali: un frammento di affresco gotico, il candelabro del cero pasquale, il fonte battesimale in marmo bianco di Carrara. Qui sono esposte anche alcune immagini che ritraggono l'antica città prima e durante la devastazione dovuta all'eruzione dell'Etna del 1669, alcune sono opere originali, altre fantasiose ricostruzioni ipotetiche.

### Seconda sala
Sono qui esposte opere provenienti dal tesoro della chiesa madre, tra cui un busto di santa lucia, opere tessili e un crocifisso ligneo del XVI secolo. Le opere sono alloggiate all'interno delle nicchie funebri che circondano il vano quadrato.

### Terza sala
Questo vano ospita i tesori più preziosi del museo, costituiti dagli argenti provenienti dalle diverse parrocchie e provenienti da scuole orefici di diversa origine, in prevalenza acesi e messinesi. Si tratta di ostensori e reliquari cesellati con grande maestria e appartenenti al periodo compreso tra il XVIII e il XIX secolo. Ad essi si aggiunge il bozzetto ligneo della cupola del 1835, ancora in ottime condizioni.

### Quarta sala
In questo ambiente sono presenti altri reliquiari, questi particolarmente importanti per la storia cittadina visto che vi si conservano le reliquie di San Vito e di Sant'Antonio abate, quest'ultimo patrono di Misterbianco. Nella stessa sala, essendo state trovate qui le targhette identificative i canonici ivi sepolti, sono esposti il registro dei parroci della chiesa madre e le targhe rinvenute.

### Quinta sala
La sala moderna ospita la collezione di pianete e paramenti liturgici, tra cui un lenzuolo copri-altare del XVIII secolo di pregevole fattura, con ricami di pasta vitrea che ne evidenziano il disegno.